# Liste der Baudenkmäler in Erlangen-Frauenaurach
In der Liste der Baudenkmäler in Frauenaurach sind die Baudenkmäler im Erlanger Ortsteil Frauenaurach aufgelistet. Zu diesen Baudenkmälern gibt es auch eine Bildersammlung.
Diese Liste ist eine Teilliste der Liste der Baudenkmäler in Erlangen. Grundlage der Liste ist die Bayerische Denkmalliste, die auf Basis des bayerischen Denkmalschutzgesetzes vom 1. Oktober 1973 erstmals erstellt wurde und seither durch das Bayerische Landesamt für Denkmalpflege geführt und aktualisiert wird. Die folgenden Angaben ersetzen nicht die rechtsverbindliche Auskunft der Denkmalschutzbehörde.

## Baudenkmäler
| Lage                                  | Objekt | Beschreibung | Akten-Nr.                | Bild                                                                                       |
| ------------------------------------- | --- | --- | ------------------------ | ------------------------------------------------------------------------------------------ |
| Brauhofgasse 1 (Standort)             | Ehemalige Gemeindekanzlei, zuvor markgräfliches Amtshaus                                                                      | Zweigeschossig, im Kern 16./17. Jahrhundert, Walmdach mit Zwerchhaus 18./19. Jahrhundert | D-5-62-000-848 Wikidata  | Ehemalige Gemeindekanzlei, zuvor markgräfliches Amtshaus                                   |
| Brauhofgasse 2, 4 (Standort)          | Ehemalige Diensthäuser | Des Klosters Frauenaurach, eingeschossig, mit Nebengebäuden, 18. Jahrhundert | D-5-62-000-849 Wikidata  | Ehemalige Diensthäuser                                                                     |
| Brauhofgasse 2 a, 2 b (Standort)      | Amtsknechtswohnung, Torhaus                                                                                                   | Ehemaliges Klostergebäude, sogenanntes Amtshausschüpfla, seit 1982 Heimatkundliches Museum, eingeschossiger, verputzter Traufseitbau mit Satteldach, massiv, nördlich eingeschossiger Satteldachanbau, 1556, verändert im 18. Jh. | D-5-62-000-1412 Wikidata | BW                                                                                         |
| Brauhofgasse 5 (Standort)             | Reste des ehemaligen Dormitoriums und Refektoriums des ehemaligen Dominikanerinnenklosters                                    | Im Anwesen Reste des ehemaligen Dormitoriums und Refektoriums; vgl. Wallenrodstraße 7 | D-5-62-000-867 Wikidata  | Reste des ehemaligen Dormitoriums und Refektoriums des ehemaligen Dominikanerinnenklosters |
| Brauhofgasse 8 (Standort)             | Ehemalige Kaserne | Fachwerk verputzt, 18. Jahrhundert | D-5-62-000-850 Wikidata  | Ehemalige Kaserne                                                                          |
| Brückenstraße (Standort)              | Aurachbrücke | Von 1788, nach einem Hochwasserschaden 1941 zum Teil wiederhergestellt | D-5-62-000-863 Wikidata  | weitere Bilder                                                                             |
| Ellenbogen 2 (Standort)               | Wohnhaus | Zweigeschossig, mit verputztem Fachwerkgiebel und Aufzugsluke, 18. Jahrhundert | D-5-62-000-851           | Wohnhaus                                                                                   |
| Ellenbogen 4 (Standort)               | Ehemaliges Klosterrentamt | 17./18. Jahrhundert Mit barocker Hofeinfahrt, Sandsteinpfosten, zweite Hälfte 17. Jahrhundert | D-5-62-000-852 Wikidata  | Ehemaliges Klosterrentamt                                                                  |
| Ellenbogen 6 (Standort)               | Ehemaliges Bäcker- und Weberhaus                                                                                              | Zweigeschossig, mit verputztem Fachwerkgiebel und Aufzugsluke, 18. Jahrhundert | D-5-62-000-853 Wikidata  | Ehemaliges Bäcker- und Weberhaus                                                           |
| Gostenhofer Straße 16 (Standort)      | Ehemaliges Wohnhaus des Ziegeleibesitzers G. M. Lutz                                                                          | Zweigeschossiger Satteldachbau mit zweiachsigem Mittelrisalit mit Dreiecksgiebel, 1898 nach Plan von Seeling | D-5-62-000-981 Wikidata  | Ehemaliges Wohnhaus des Ziegeleibesitzers G. M. Lutz                                       |
| Herdegenplatz 1 (Standort)            | Ehemaliges Gasthaus Schwarzer Adler                                                                                           | Zweigeschossig, mit Fachwerkgiebel und Aufzugsluke, 18. Jahrhundert, Spindeltreppe bezeichnet „1716“ | D-5-62-000-854 Wikidata  | weitere Bilder                                                                             |
| Herdegenplatz 2, 4 (Standort)         | Ehemalige Dorfschmiede | Zweigeschossig, mit verputztem Fachwerkgiebel, erste Hälfte 18. Jahrhundert, bezeichnet „1720“ | D-5-62-000-855 Wikidata  | Ehemalige Dorfschmiede                                                                     |
| Herdegenplatz 9 (Standort)            | Ehemaliges Gasthaus Zum alten Schloß                                                                                          | Zweigeschossiger Walmdachbau, 1700 | D-5-62-000-856 Wikidata  | Ehemaliges Gasthaus Zum alten Schloß                                                       |
| Herzogenauracher Straße 12 (Standort) | Gefallenentafel | Von Bildhauer Karl May, um 1920 | D-5-62-000-857 Wikidata  | weitere Bilder                                                                             |
| Klostermühlgasse 1 (Standort)         | Wohnhaus | Fachwerk verputzt, zweite Hälfte 17. Jahrhundert | D-5-62-000-858 Wikidata  | weitere Bilder                                                                             |
| Klostermühlgasse 2 (Standort)         | Ehemaliges Kantoratshaus | Zweigeschossig, Quader- und Fachwerkbau, Krüppelwalmdach, um 1795/96 | D-5-62-000-859 Wikidata  | Ehemaliges Kantoratshaus                                                                   |
| Klostermühlgasse 4 (Standort)         | Friedhof | Friedhof, seit 1728 Friedhofstor, 18./19. Jahrhundert Teile der östlichen und südlichen Friedhofsmauer, mittelalterlich, auf der Baulinie der ehemaligen Klostergebäude Denkmal für die Gefallenen des Ersten Weltkrieges, in Friedhofsmauer eingelassener dreiteiliger Aufbau, Mitteltafel mit Relief eines sich von seiner Familie verabschiedenden Soldaten, Seitentafeln mit Namen der Gefallenen, Kunststein, von Karl May, 1920 Mehrere Grabstätten 18. bis Anfang 20. Jahrhundert | D-5-62-000-860 Wikidata  | weitere Bilder                                                                             |
| Klostermühlgasse 10 (Standort)        | Kleinhaus | 18. Jahrhundert | D-5-62-000-861           | Kleinhaus                                                                                  |
| Klostermühlgasse 11 (Standort)        | Klostermühle | Stattlicher Giebelbau mit Quader-Erdgeschoss, im Kern 1682 | D-5-62-000-862 Wikidata  | weitere Bilder                                                                             |
| Rottmannsgäßchen (Standort)           | Ehemaliges Feuerhaus | Erdgeschossiger Walmdachbau, Sandsteinquaderbau, wohl um 1800 | D-5-62-000-994 Wikidata  | Ehemaliges Feuerhaus                                                                       |
| Wallenrodstraße 2 (Standort)          | Klosterortsmauer | Spätmittelalterliches Sandsteinmauerwerk | D-5-62-000-864 Wikidata  | BW                                                                                         |
| Wallenrodstraße 4 (Standort)          | Pfarrhaus | Zweigeschossiger Walmdachbau, Sandsteinquader und Fachwerk, 1695, Obergeschoss 1770 Sandsteinquadermauer, 18./19. Jahrhundert | D-5-62-000-865 Wikidata  | Pfarrhaus                                                                                  |
| Wallenrodstraße 6 (Standort)          | Ehemaliges Gasthaus Zum Roten Ochsen                                                                                          | Zweigeschossig, mit verputztem Fachwerkgiebel und Aufzugsluke, 18. Jahrhundert | D-5-62-000-866 Wikidata  | Ehemaliges Gasthaus Zum Roten Ochsen                                                       |
| Wallenrodstraße 7 (Standort)          | Ehemalige Dominikanerinnen-Klosterkirche St. Maria, seit dem 16. Jahrhundert evangelisch-lutherische Pfarrkirche St. Matthäus | Vollendet 1271, Ausbau und Wiederherstellungen vom 14. bis 18. Jahrhundert; mit Ausstattung Außenmauer-Reste des ehemaligen Dormitoriums an der Westseite des Friedhofes, mittelalterlich Scheune, anstelle des ehemaligen Refektoriums, Grundmauern mittelalterlich Friedhof, vor 1728 Klosterhof | D-5-62-000-867 Wikidata  | weitere Bilder                                                                             |
| Wallenrodstraße 8 (Standort)          | Ehemalige Bäckereihaus | Zweigeschossig, mit verputztem Fachwerkgiebel, 18. Jahrhundert | D-5-62-000-868 Wikidata  | Ehemalige Bäckereihaus                                                                     |
| Wallenrodstraße 12 (Standort)         | Wohnhaus | Zweigeschossig, mit Fachwerkgiebel, 18. Jahrhundert | D-5-62-000-869 Wikidata  | Wohnhaus                                                                                   |
| Wallenrodstraße 19 (Standort)         | Wohnhaus | Zweigeschossig, mit verputztem Fachwerkgiebel, 18. Jahrhundert | D-5-62-000-870 Wikidata  | Wohnhaus                                                                                   |
| Wallenrodstraße 21 (Standort)         | Wohnhaus | Zweigeschossig, Fachwerk verputzt, 18. Jahrhundert | D-5-62-000-871 Wikidata  | weitere Bilder                                                                             |
| Wallenrodstraße 24 (Standort)         | Ehemalige Sägemühle | Stattlicher zweigeschossiger Massivbau, Ende 17. Jahrhundert und 1722 Mühlgraben mit Sandsteinfuttermauern, wohl 18. Jahrhundert | D-5-62-000-872 Wikidata  | Ehemalige Sägemühle                                                                        |
| Willi-Grasser-Straße (Standort)       | Steinkreuz | Steinkreuz, spätmittelalterlich | D-5-62-000-873 Wikidata  | weitere Bilder                                                                             |